# العودة إلى حمص
العودة إلى حمص هو فلم تسجيلي طويل صور على مر ثلاثة اعوام من تاريخ الثورة السورية موثقاً الحياة اليومية للاعب كرة القدم الشاب عبد الباسط الساروت الذي أصبح قائداً للثورة السلمية في مدينة حمص ومن ثم قائداً عسكرياً في المدينة، وحياة الناشط الاعلامي السلمي أسامة الهبالي (قدمه الفيلم باسم "أسامة الحمصي").
عرض الفيلم في ما ينوف على 80 مهرجاناً سينمائياً في العالم واطلق في الصالات في كل من بريطانيا والولايات المتحدة، وعرض على شاشات التلفزيون حول العالم خلال عام 2014، وهو يعد الفيلم السوري الأول الذي يتم توزيعه تجارياً في الولايات المتحدة، والفيلم السوري الأول الذي يباع على منصات إلكترونية مثل آيتونز.
حصل الفيلم على أكثر من 30 جائزة أبرزها جائزة مهرجان سندانس الكبرى لأفضل فيلم تسجيلي عالمي.

## وصلات خارجية
- العودة إلى حمص على موقع IMDb (الإنجليزية)
- العودة إلى حمص على موقع ميتاكريتيك (الإنجليزية)
- العودة إلى حمص على موقع روتن توميتوز (الإنجليزية)
- العودة إلى حمص على موقع نتفليكس (الإنجليزية)
- العودة إلى حمص على موقع قاعدة بيانات الأفلام العربية
- العودة إلى حمص على موقع ألو سيني (الفرنسية)
- العودة إلى حمص على موقع أول موفي (الإنجليزية)
- العودة إلى حمص على موقع فيلمافينيتي (الإسبانية)
- العودة إلى حمص على موقع قاعدة بيانات الفيلم (الإنجليزية)
- العودة إلى حمص على موقع ليتربوكسد (الإنجليزية)